# 淡水湖
淡水湖是指以淡水形式積存在地表上的湖泊，有封閉式和開放式兩種。封閉式的淡水湖大多位於高山或相當內陸區域，沒有明顯的河川流入和流出。開放式的則可能相當大，湖中有島嶼，並有多條河川流入，流出。

## 世界知名淡水湖
- 蘇必略湖－是以面积计世界第1大淡水湖和世界第2大湖，面積82,100平方公里。同時也是北美洲最大的湖以及五大湖的一部份。
- 貝加爾湖－最深的湖，深1,642米，也是世界上以水容量计最大的淡水湖。
- 的的喀喀湖－南美洲最大淡水湖。面積8,330平方公里。海拔3,823米。
- 拉什湖－海拔最高的湖泊，巴基斯坦，海拔4,694米。
- 拉多加湖- 歐洲最大的淡水湖，位於俄羅斯。
- 維多利亞湖－非洲最大的淡水湖，世界第二大淡水湖。
- 洞里薩湖－是東南亞最大的淡水湖泊。
- 尼斯湖－因為尼斯湖水怪的傳說而著名。
- 船灣淡水湖－是全球首個在海中興建的水庫。

### 中國五大淡水湖
- 鄱陽湖－位於江西省，面積3960平方公里。
- 洞庭湖－位於湖南省
- 太湖－位於江苏省
- 洪澤湖－位於江苏省
- 巢湖－位於安徽省

## 外部連結
- 中國的淡水湖與鹹水湖 （页面存档备份，存于）